# Bas carbone, croissance verte
Bas carbone, croissance verte (en anglais Low-Carbon, Green Growth) est le nom d’un programme de relance économique de la Corée du Sud, annoncé par son président de la République, Lee Myung-bak, en août 2008.
C’est le plus ambitieux des plans de relance gouvernementaux actuels[Quand ?] basés sur les énergies renouvelables. Pour un financement de 38,1 milliards $ prévus pendant les années 2009-2012, 80 % sont consacrés à la relance « verte » : fabrication de véhicules à faible émission de carbone, construction de logements verts, protection de l’environnement, réseaux de transport verts. 
Le gouvernement a ainsi mis en route un programme qui semble très prometteur pour l’environnement, susceptible de relancer la croissance économique et de diminuer les émissions de carbone, et générateur d’emplois. En fait il s’agit, entre autres raisons, d’une option dictée par les craintes liées à la dépendance énergétique de ce pays. Comme l'a remarqué le président Lee Myung-bak lorsqu’il a annoncé l’adoption de ce programme: « La nation ne produit pas une seule goutte de pétrole, et cette réalité constitue à la fois une opportunité et un défi. ». Certains aspects de ce programme surprennent, en particulier le projet de construire 14 nouvelles centrales nucléaires jusqu’en 2030. Les grands travaux hydrauliques prévus pour quatre grands fleuves rencontrent des oppositions et le budget respectif n’a pas été accepté par les partis en octobre 2010. Au lieu d’une « croissance verte », ce projet provoquerait, d’après les critiques des organisations écologistes de ce pays, une « croissance grise ».